# تيزكي (تودغة العليا)
تيزكي هي إحدى مشيخات المملكة المغربية، تتبع جغرافيا لإقليم تنغير وإداريًا لتودغة العليا. يقدر عدد سكانها بـ 2568 نسمة حسب الإحصاء الرسمي للسكان والسكنى لسنة 2004.